# 達拉科特 (密西西比州)
達拉科特，又名達拉科特克羅斯羅茲（Darracott Crossroads）、福茨肖普（Fousts Shop）、薩瑟恩克羅斯羅茲（Southern Crossroads），是位於美國密西西比州門羅縣的非建制地區。

## 歷史
達拉科特的郵局於1895年設立，其後於1904年停運。

## 地理
達拉科特所處的海拔為高於海平面89米（即292英呎），而該地所採用的時區為UTC-6，即北美中部時區（CST）。同時該地設有夏令時間，為UTC-6調快一小時，即UTC-5（CDT）。